# Făget
Făget (în maghiară Facsád, în germană Fatschet) este un oraș în județul Timiș, Banat, România, format din localitatea componentă Făget (reședința), și din satele Bătești, Begheiu Mic, Bichigi, Brănești, Bunea Mare, Bunea Mică, Colonia Mică, Jupânești, Povârgina și Temerești. Are o populație de 6.595 de locuitori (2021).

## Geografie
Orașul Făget este situat în vestul României, în zona de contact a Câmpiei Lugojului cu Dealurile Lugojului, pe cursul superior al râului Bega. În cadrul județului Timiș se află în partea de est, la o distanță de 98 km de Timișoara și 33 km de municipiul Lugoj, de care se leagă prin drumul național DN68A. Același drum spre est pune orașul în legătură cu municipiul Deva, aflat la o distanță de 68 km. Orașul este străbătut și de calea ferată Lugoj-Ilia.

## Istorie
Cetatea Medievală a Făgetului este atestată documentar pentru prima dată în 1548, ca proprietate a lui Iacob Bekes și purtând numele Fagyath. Avea rol de târg și aici exista o cetate puternică.
Între 1594-1602 a fost proprietatea Banului de Lugoj. În 1602 a fost asediată și distrusă de turci, după care a căzut în ruină. A constituit timp de 150 de ani obiectul unor aprige confruntări între români, turci și austrieci, lucru confirmat și de către săpăturile arheologice.
Paralel cu cetatea militară a evoluat și așezarea civilă, devenind într-o perioadă relativ scurtă de timp, cea mai importantă localitate din zonă. Cetatea a fost demolată de către turci în 1699. Imediat după ce Banatul a fost cucerit de austrieci, la 1717, Făgetul mai avea doar 20 de case, dar era centrul unui district cu 42 de comune. După acest moment de decădere, localitatea începe să crească din nou și la 1787 primește dreptul de a ține opt târguri pe an.
În secolele XVII-XVIII se începe colonizarea cu muncitori de alte naționalități, care să muncească la exploatările de pădure, însă impactul este mic și Făgetul se păstrează un centru al românismului într-o perioadă în care vestul Banatului era intens colonizat. În 1900 se începe așezarea primelor familii de coloniști maghiari, la Colonia Mică.
La data de 5 iulie 1994 comuna a fost declarată oraș, având în subordine 10 sate.

## Stema orașului
Stema oficială a orașului Făget a fost adoptată de Guvern prin Hotărârea nr. 792/1999.
Aceasta se compune dintr-un scut tăiat în două. În prima parte, pe fond albastru, trei frunze, două de fag, interpuse de una de castan, toate de aur. În partea a doua, pe fond roșu, o troiță de argint însoțită de trei brâuri ondulate, din același metal. Scutul este timbrat de o coroană murală de argint, formată din trei turnuri crenelate.
Semnificația elementelor caracterizante
- frunza de fag, arborele cel mai frecvent întâlnit în zonă, constituie arme vorbitoare, făcând aluzie la denumirea așezării;
- frunza de castan evocă, de asemenea, flora locală, în oraș existând "Aleea castanilor";
- brâurile ondulate vorbesc despre apa care scaldă teritoriul așezării, favorizându-i dezvoltarea - Bega;
- troița simbolizează credința ortodoxă, păstrată de localnici secole de-a rândul, în ciuda tuturor vicisitudinilor vremurilor.

## Demografie
Componența etnică a orașului Făget
     Români (86,49%)
     Maghiari (2,23%)
     Ucraineni (1,59%)
     Romi (1,05%)
     Alte etnii (0,47%)
     Necunoscută (8,17%)
Componența confesională a orașului Făget
     Ortodocși (63,34%)
     Penticostali (19,68%)
     Romano-catolici (2,62%)
     Baptiști (2,03%)
     Adventiști (2,02%)
     Alte religii (1,5%)
     Necunoscută (8,81%)
Conform recensământului efectuat în 2021, populația orașului Făget se ridică la 6.595 de locuitori, în scădere față de recensământul anterior din 2011, când fuseseră înregistrați 6.761 de locuitori. Majoritatea locuitorilor sunt români (86,49%), cu minorități de maghiari (2,23%), ucraineni (1,59%) și romi (1,05%), iar pentru 8,17% nu se cunoaște apartenența etnică. Din punct de vedere confesional, majoritatea locuitorilor sunt ortodocși (63,34%), cu minorități de penticostali (19,68%), romano-catolici (2,62%), baptiști (2,03%) și adventiști (2,02%), iar pentru 8,81% nu se cunoaște apartenența confesională.

## Obiective turistice
- Cetatea medievală- sit arheologic aflat pe teritoriul orașului
- Cazinoul „Cassina”- monument istoric

## Cultura
Instituții culturale
- Casa de Cultură Făget
- Muzeul de Istorie și Etnografie Făget
- Cămine culturale: Begheiu Mic, Bătești, Bichigi, Brănești, Bunea Mare, Jupânești, Povergina și Temerești
- Casa memorială „Traian Iancu“ Făget
- Muzeul „Traian Vuia“ Făget
- Galeria de artă contemporană Făget
- Biblioteca Făget
Biserici, mănăstiri și lăcașe de cult
- Biserici ortodoxe: Făget (două: 1889, 2018), Bichigi (sec.XVII, demolată, în locul ei s-a zidit alta, la anul 1927), Povergina (două, cea de lemn din anul 1784, 1879), Bătești (1700, 1898), Brănești (1853), Jupânești, Bunea Mare (cea veche, a doua jumătate a secolului al XIX-lea, cea nouă la anul 1979), Begheiu Mic (1805) și Temerești (1803)
- Biserica romano-catolică Făget (1849)
- Biserica reformată Făget (1998)
- Biserici baptiste: Făget, Jupânești și Bichigi
- Biserici penticostale: Făget, Bătești, Bichigi, Povergina, Bunea Mare, Begheiu Mic și Temerești
- Biserici adventiste de ziua a șaptea: Făget (două)

#### Monumente
- Cruce comemorativă ridicată în memoria eroilor căzuți în Primul Război Mondial: Făget, Bătești și Begheiu Mic
- Cruce comemorativă ridicată în memoria eroilor căzuți în Al Doilea Război Mondial: Făget, Begheiu Mic
- Troița în cimitirul ortodox în memoria martirilor căzuți pe câmpul de luptă - în localitatea Făget
Alte manifestări cultural - religioase
- Ruga în localitățile: Făget și Brănești (15 august - Sf. Maria Mare); Temerești (29 iunie - Sf. Petru și Pavel); Bătești (14 iunie); Jupânești (29 august - Tăierea Capului Sf. Proroc Ioan Botezătorul); Povergina (20 iulie - Sf. Ilie); Bichigi și Begheiu Mic (8 septembrie - Sf. Maria Mică) și Bunea Mare (9 noiembrie)
- Zilele orașului Făget (15-17 august)
- Sărbătoarea olarilor din Jupânești (29 august)

## Învățământ
Instituții școlare
- Liceul „Traian Vuia“ Făget
- Școli cu clasele I-VIII: Făget și Brănești
- Școli cu clasele I-IV: Făget, Bătești, Bichigi, Bunea Mare, Colonia Mică și Jupânești
- Grădinițe cu program normal: Făget, Bătești, Begheiu Mic, Bichigi, Bunea Mare, Brănești, Colonia Mică, Jupânești și Temerești
- Grădinița cu program prelungit Făget

## Sănătate
Instituții sanitare
- Spitalul Făget
- Cabinete medicale: Făget (patru)
- Farmacii: Făget (trei)
- Cabinete sanitar-veterinare: Făget (două)
- Farmacii sanitar-veterinare: Făget (două)

## Economie

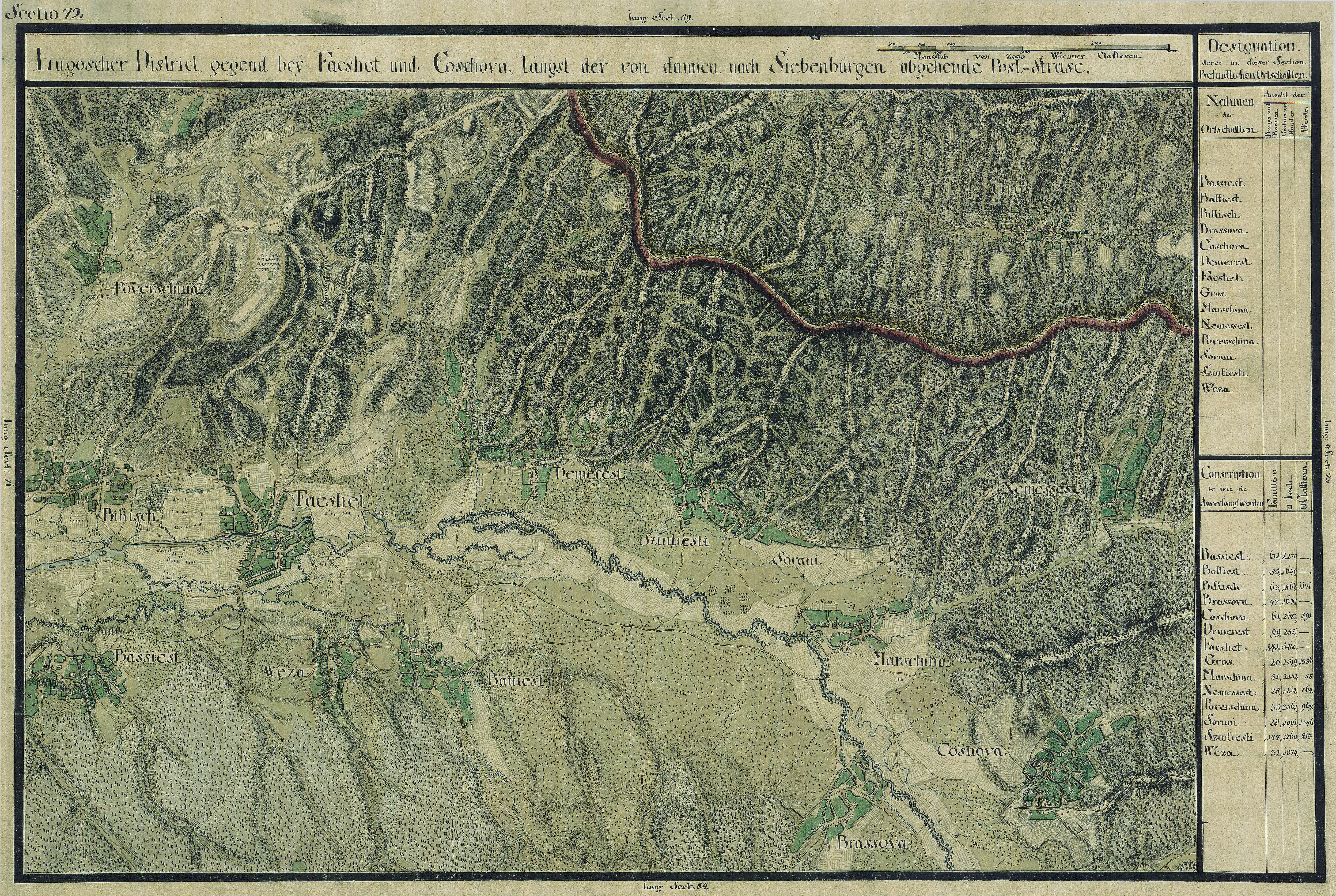
Făget în Harta Iosefină a Banatului, 1769-72

Sectorul economic de producție este reprezentat de firme ce activează în domeniul prelucrării pielii în încălțăminte și obiecte de marochinărie, exploatarea și prelucrarea materialului lemnos de diferite esențe, de la cherestea până la mobilă, o secție de exploatare și prelucrare a nisipurilor cuarțoase și firme cu domeniu de activitate în industria alimentară de prelucrare a laptelui și produselor de patiserie.
În satul aparținător Jupânești există o tradiție în olărit, tot mai scăzută ca activitate economică, dar cu un potențial ridicat.

## Agrement și sport
- Săli de sport: Făget (două)
- Ștrandul Făget
- Stadionul Făget

## Politică
Orașul Făget este administrat de un primar și un consiliu local compus din 15 consilieri. Primarul, Claudiu-Ionel Avramescu[*], de la Partidul Național Liberal, este în funcție din 1 noiembrie 2024. Începând cu alegerile locale din 2024, consiliul local are următoarea componență pe partide politice:
|  | Partid                          | Consilieri | Componența Consiliului | Componența Consiliului | Componența Consiliului | Componența Consiliului | Componența Consiliului | Componența Consiliului | Componența Consiliului | Componența Consiliului |
|  | ------------------------------- | ---------- | ---------------------- | ---------------------- | ---------------------- | ---------------------- | ---------------------- | ---------------------- | ---------------------- | ---------------------- |
|  | Partidul Național Liberal       | 8          |                        |                        |                        |                        |                        |                        |                        |                        |
|  | Partidul Social Democrat        | 4          |                        |                        |                        |                        |                        |                        |                        |                        |
|  | Alianța pentru Unirea Românilor | 3          |                        |                        |                        |                        |                        |                        |                        |                        |

2016:
Consiliul Local al orașului Făget este compus din 15 consilieri, împărțiți astfel:
|  | Partid                                       | Consilieri | Componența Consiliului | Componența Consiliului | Componența Consiliului | Componența Consiliului | Componența Consiliului | Componența Consiliului | Componența Consiliului | Componența Consiliului |
|  | -------------------------------------------- | ---------- | ---------------------- | ---------------------- | ---------------------- | ---------------------- | ---------------------- | ---------------------- | ---------------------- | ---------------------- |
|  | Partidul Național Liberal                    | 8          |                        |                        |                        |                        |                        |                        |                        |                        |
|  | Partidul Social Democrat                     | 5          |                        |                        |                        |                        |                        |                        |                        |                        |
|  | Partidul Alianța Liberalilor și Democraților | 2          |                        |                        |                        |                        |                        |                        |                        |                        |

2012:
Consiliul Local al orașului Făget este compus din 15 consilieri, împărțiți astfel: 
|  | Partid                              | Consilieri | Componența Consiliului | Componența Consiliului | Componența Consiliului | Componența Consiliului | Componența Consiliului | Componența Consiliului | Componența Consiliului | Componența Consiliului | Componența Consiliului | Componența Consiliului |
|  | ----------------------------------- | ---------- | ---------------------- | ---------------------- | ---------------------- | ---------------------- | ---------------------- | ---------------------- | ---------------------- | ---------------------- | ---------------------- | ---------------------- |
|  | Partidul Social Democrat            | 6          |                        |                        |                        |                        |                        |                        |                        |                        |                        |                        |
|  | Partidul Democrat Liberal           | 6          |                        |                        |                        |                        |                        |                        |                        |                        |                        |                        |
|  | Partidul Național Liberal           | 2          |                        |                        |                        |                        |                        |                        |                        |                        |                        |                        |
|  | Partidul Poporului - Dan Diaconescu | 1          |                        |                        |                        |                        |                        |                        |                        |                        |                        |                        |

2008:
Consiliul Local al orașului Făget era compus din 15 consilieri, împărțiți astfel:
|  | Partid                    | Consilieri | Componența Consiliului | Componența Consiliului | Componența Consiliului | Componența Consiliului | Componența Consiliului | Componența Consiliului | Componența Consiliului | Componența Consiliului | Componența Consiliului | Componența Consiliului |
|  | ------------------------- | ---------- | ---------------------- | ---------------------- | ---------------------- | ---------------------- | ---------------------- | ---------------------- | ---------------------- | ---------------------- | ---------------------- | ---------------------- |
|  | Partidul Social Democrat  | 7          |                        |                        |                        |                        |                        |                        |                        |                        |                        |                        |
|  | Partidul Democrat Liberal | 6          |                        |                        |                        |                        |                        |                        |                        |                        |                        |                        |
|  | Partidul Național Liberal | 2          |                        |                        |                        |                        |                        |                        |                        |                        |                        |                        |

## Personalități născute aici
- Marius Martinescu (1951 - 2018), politician, fost primar al Lugojului.

## Orașe înfrățite
Orașul Făget este înfrățit cu următoarele localități:
- Szekszárd, Ungaria
- Bellvenue, Franța
- Cervinara, Italia

## Vezi și
- Biserica de lemn din Bătești
- Biserica de lemn din Jupânești, Timiș
- Biserica de lemn din Povârgina

## Galerie

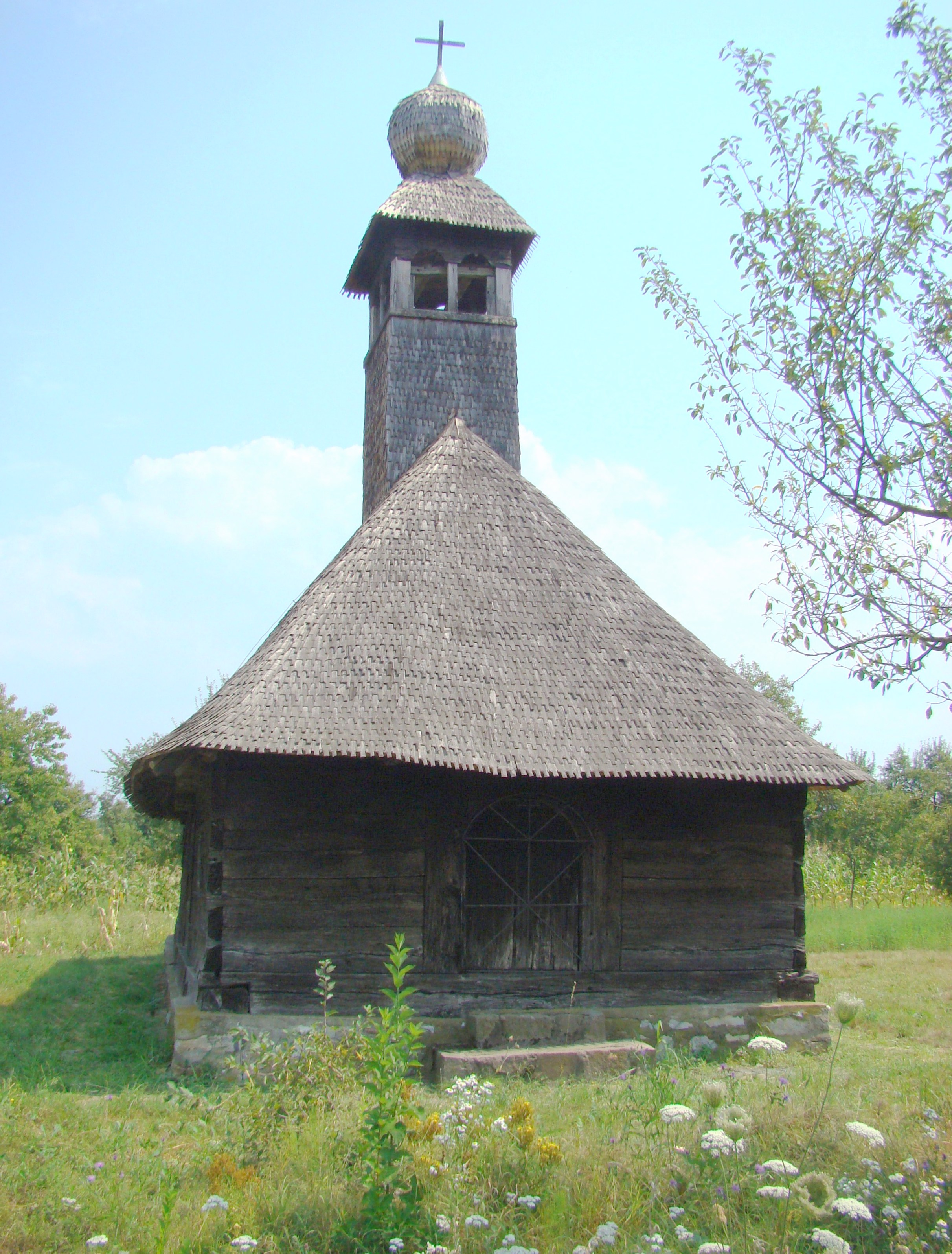
Biserica de lemn „Cuvioasa Paraschiva” din Bătești
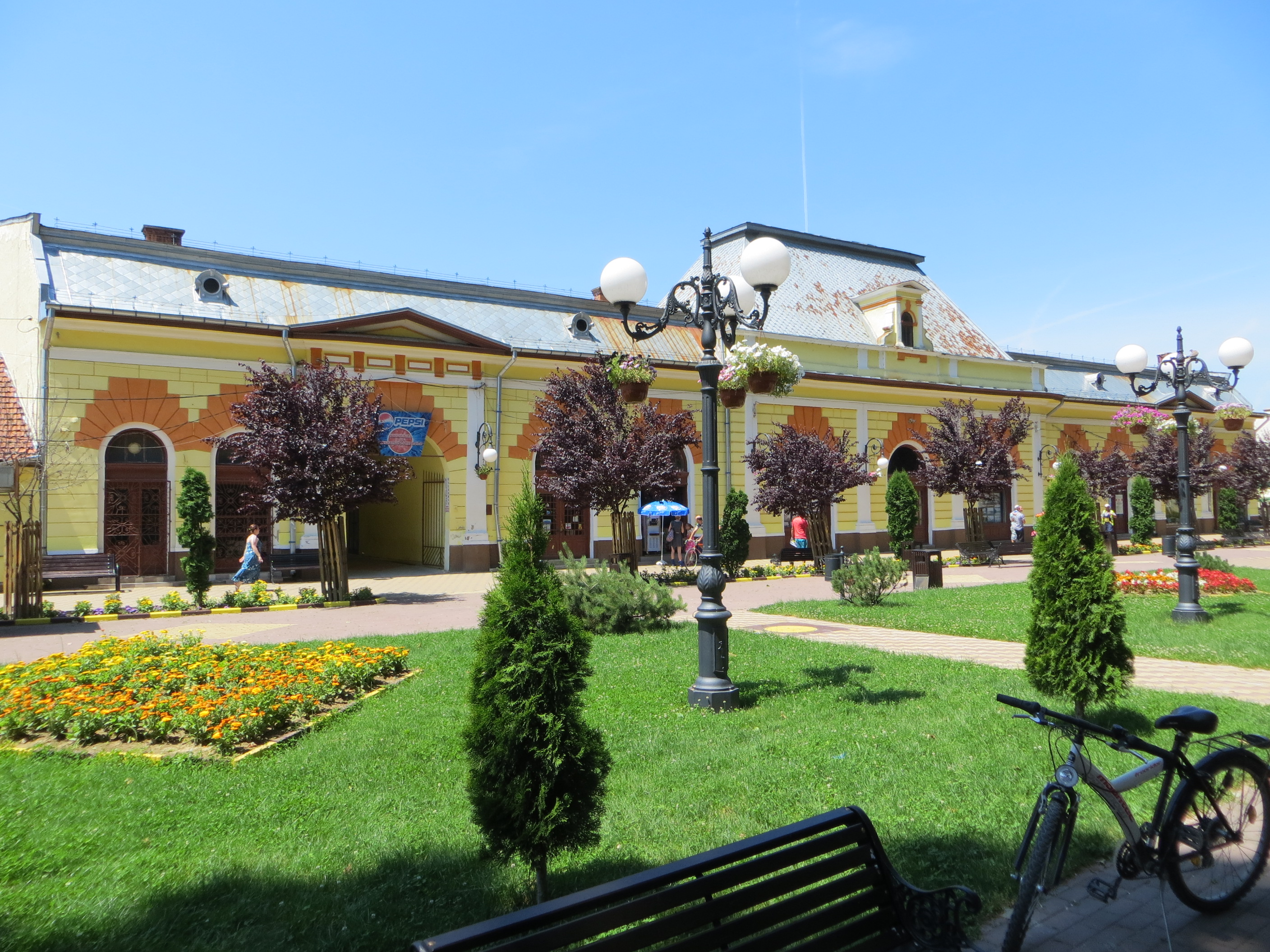
Cazinoul Cassina
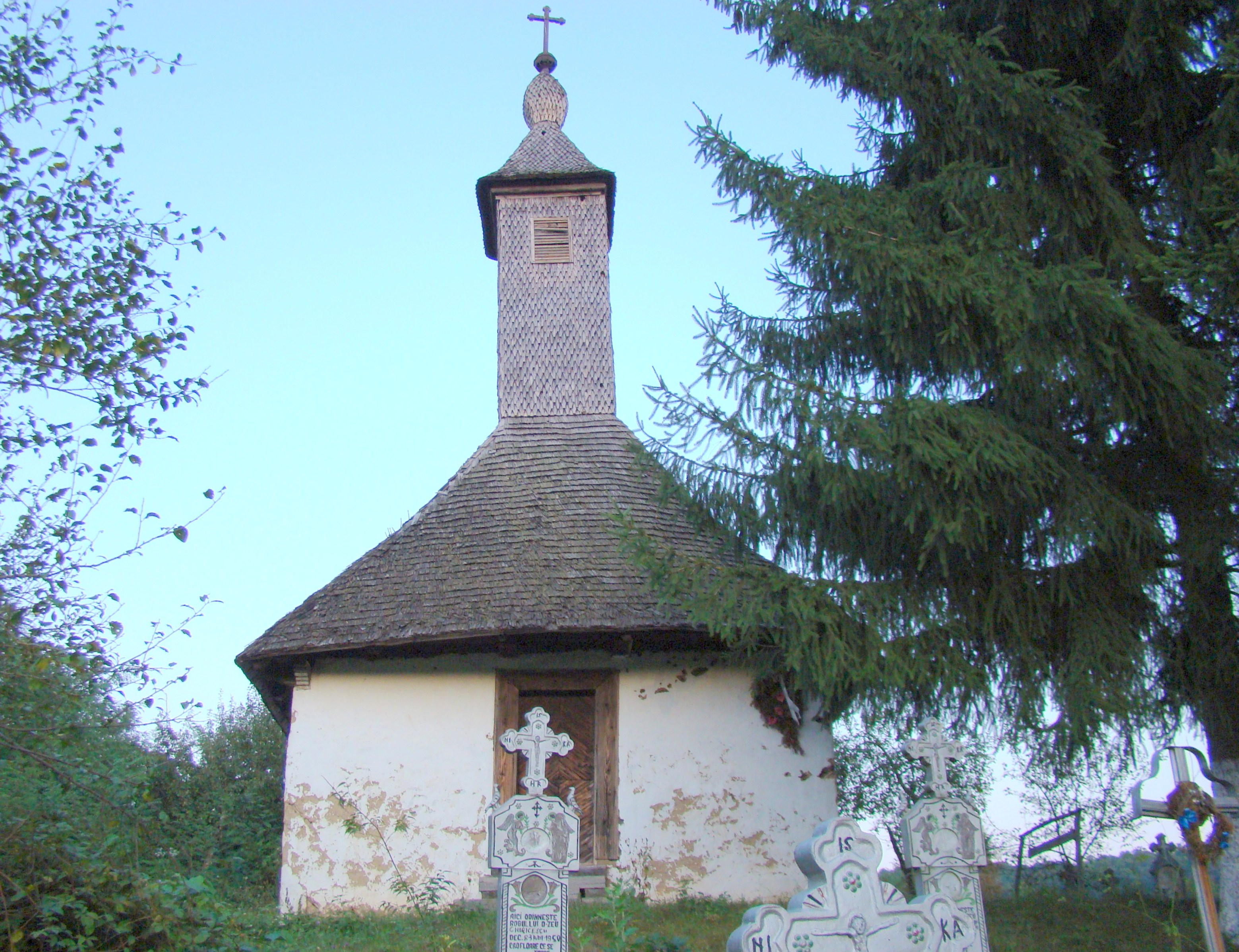
Biserica de lemn din Povergina
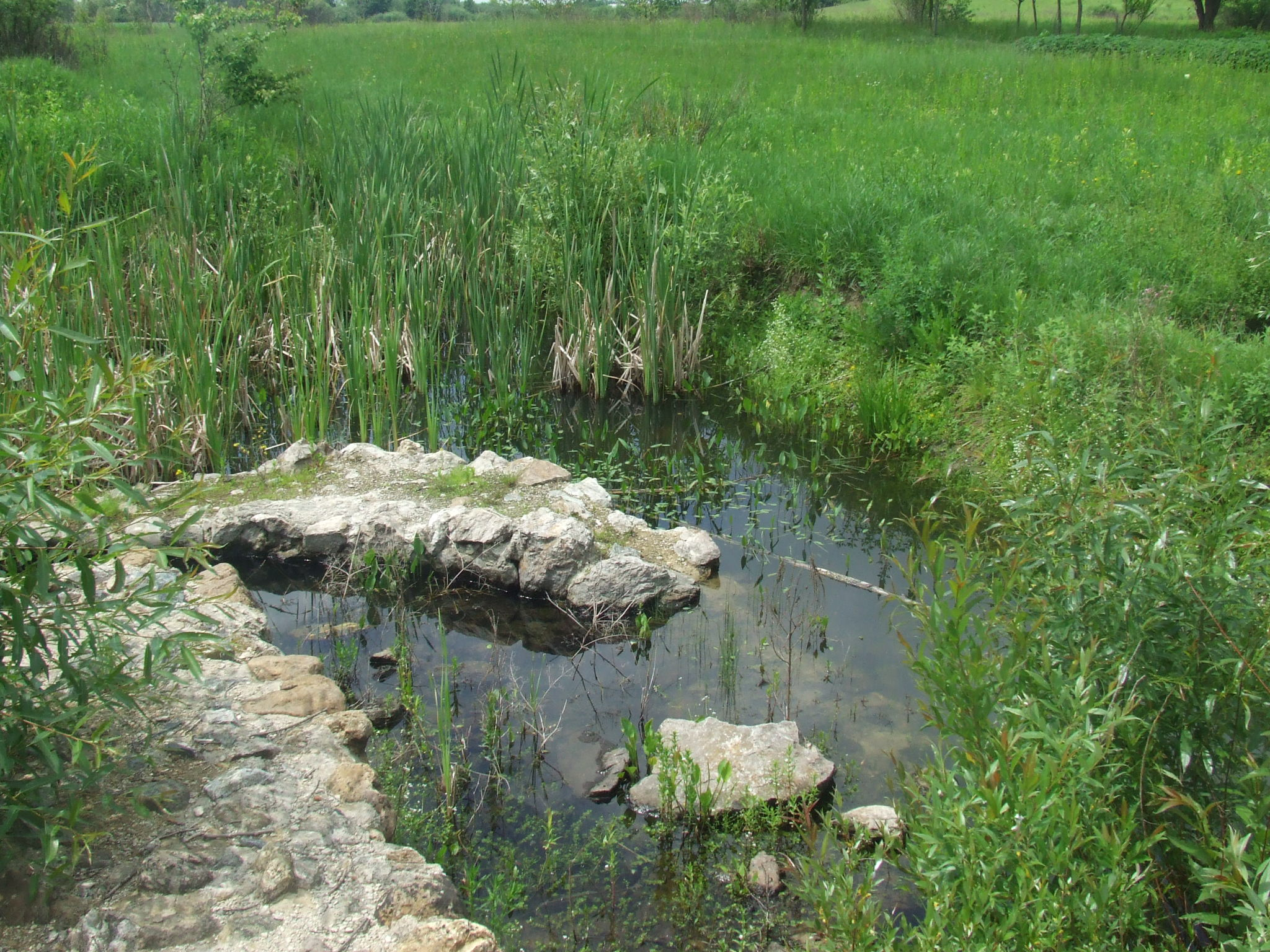
Cetatea medievală
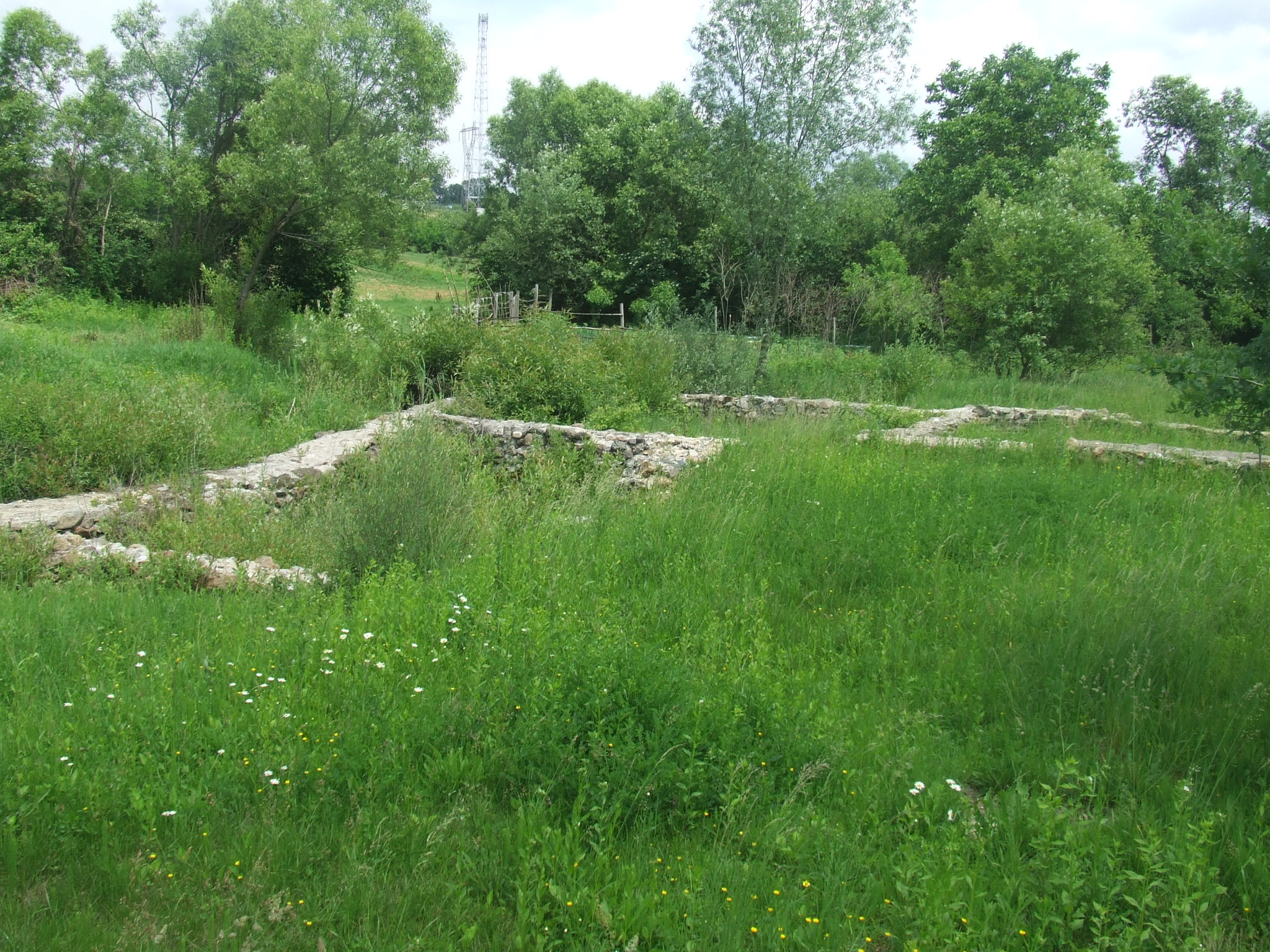
Cetatea medievală - față
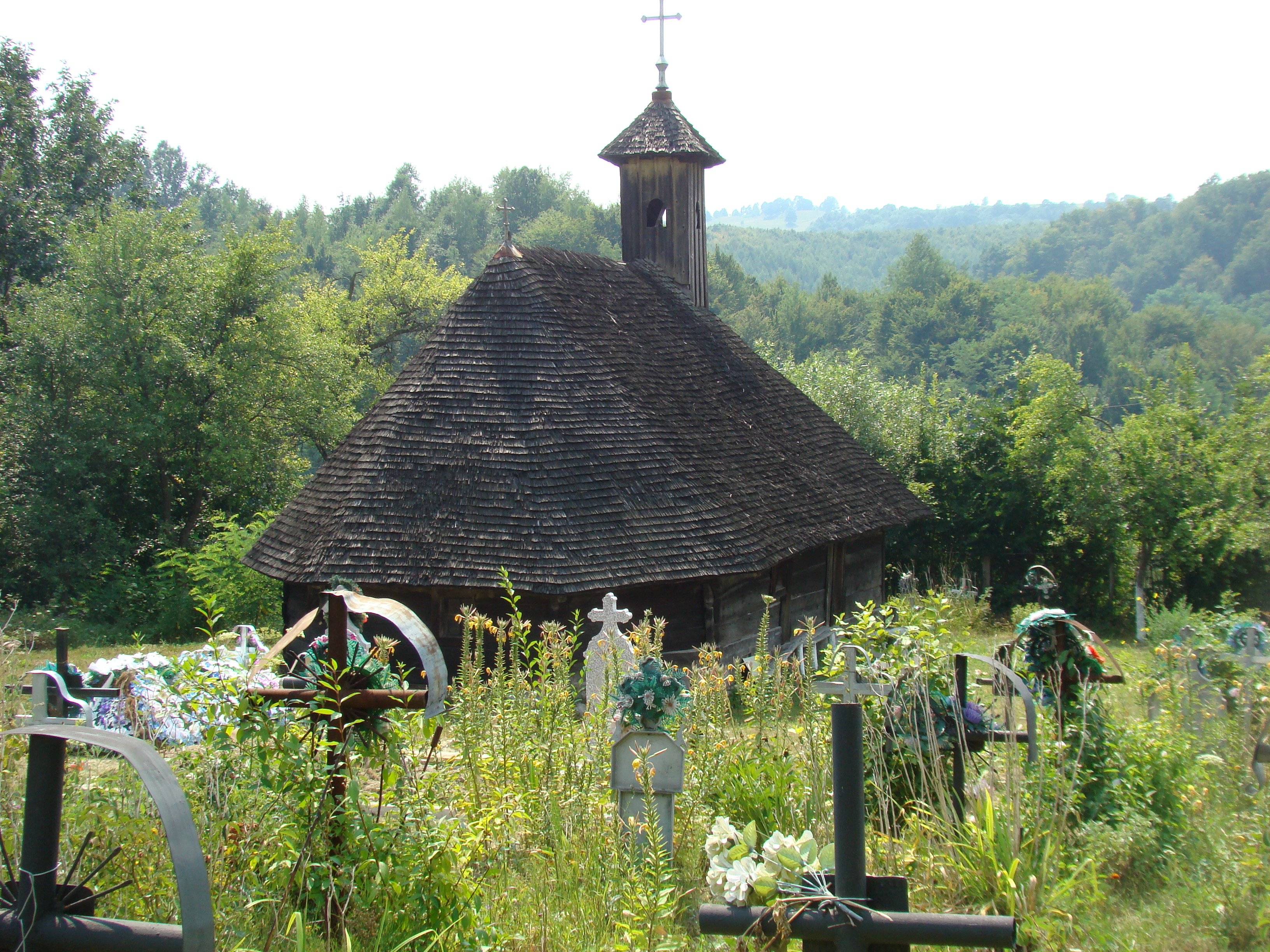
Biserica de lemn „Cuvioasa Paraschiva” din Jupânești